# Carlo Scarascia-Mugnozza
Carlo Scarascia-Mugnozza (Roma, 1920 - 2004) fue un político italiano. Ocupó la vicepresidencia de la Comisión Europea entre 1973 y 1977.
Participó como soldado en la Segunda Guerra Mundial siendo condecorado con la Medalla al Valor. Al finalizar la guerra se afilió a la Democracia Cristiana. Con ese partido se convirtió en diputado en el Parlamento de Italia. Fue reelegido en las elecciones de 1958, 1963 y 1968. Además formó parte del gobierno de Amintore Fanfani como subsecretaro de Instrucción Pública entre 1962 y 1963.
Entre 1961 y 1972 fue eurodiputado en el Parlamento Europeo, convirtiéndose en 1972 en miembro de la Comisión Mansholt siendo el responsable de la comisaría de Agricultura. Posteriormente en la formación de la Comisión Ortoli fue nombrado vicepresidente y Comisario Europeo de Relaciones con el Parlamento, Medio Ambiente y Transporte. En la Comisión Jenkins fue sustituido por Lorenzo Natali como miembro italiano de la Democracia Cristiana.
El fondo que alberga las cartas de Carlo Scarascia Mugnozza fue depositado en el Archivo Histórico de la Unión Europea en Florencia. Su inventario está disponible en la web. 
- Datos: Q347330
- Multimedia: Carlo Scarascia-Mugnozzi / Q347330